# Arnaud Grand
Pour les articles homonymes, voir Grand.
Arnaud Grand, né le 28 août 1990 à Montreux, est un coureur cycliste suisse, spécialiste du cyclo-cross, il a été champion de Suisse espoirs en 2010 et en 2011.

## Biographie

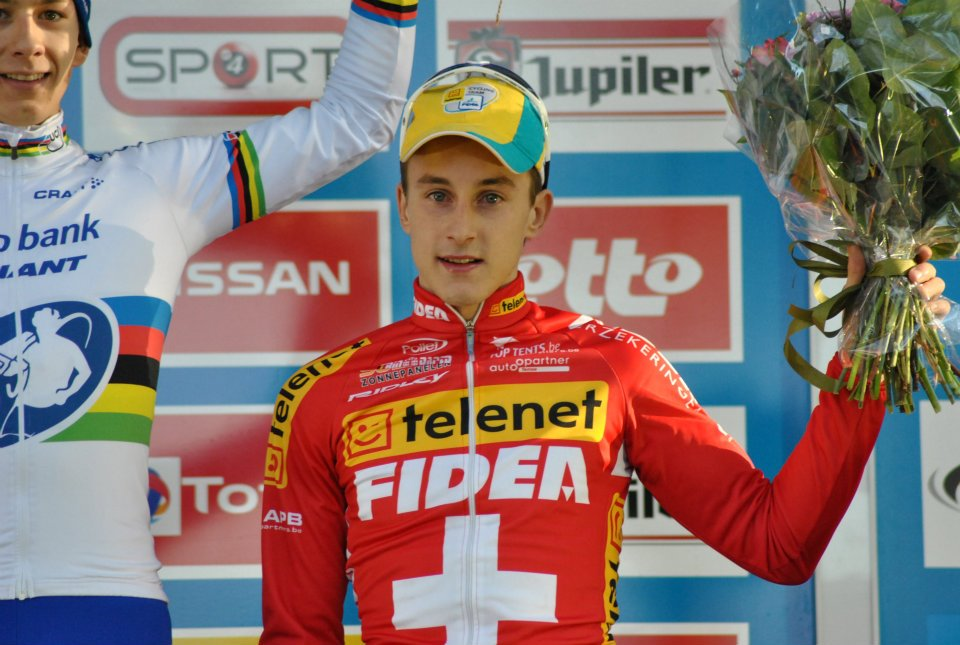
Arnaud Grand sur le podium du Superprestige Asper-Gavere.

Arnaud Grand est vice champion de Suisse de cyclocross et de MTB junior en 2007.
Lors de la saison 2009-2010 il devient pour la première fois champion de Suisse espoirs, puis décroche une 4e place aux championnats du monde de cyclo-cross moins de 23 ans se déroulant à Tábor.
En juillet 2010, Arnaud Grand s'engage dans l'équipe belge Telenet-Fidea.
En 2010-2011, il conserve son maillot de champion de Suisse des moins de 23 ans en remportant l'épreuve devant Valentin Scherz.
Lors de la saison 2011-2012, il se fait remarquer en terminant 5e de la 1re manche de la coupe du monde à Tábor et lors du trophée GVA en finissant 6e du Koppenbergcross et 4e du Grand Prix Sven Nys.

## Palmarès en cyclo-cross
- 2006-2007
  - 2e du Champion de Suisse de cyclo-cross juniors
- 2009-2010
  -  Champion de Suisse de cyclo-cross espoirs
  - 4e du championnat d'Europe de cyclo-cross espoirs
  - 4e du championnat du monde de cyclo-cross espoirs[1]
- 2010-2011
  -  Champion de Suisse de cyclo-cross espoirs
- 2011-2012
  - 4e de la Coupe du monde espoirs
  - 8e du championnat du monde de cyclo-cross espoirs
- 2014-2015
  - Flückiger Cross Madiswil

## Palmarès sur route
- 2013
  - 2e étape du Tour of the Gila

## Classements mondiaux
| Année            | 2014 |
| ---------------- | ---- |
| UCI America Tour | 357e |
| UCI Europe Tour  | 619e |

## Palmarès en VTT
- 2007
  - 3e du championnat de Suisse de cross-country juniors